# Antonín Macek
Antonín Macek (17. června 1872 Mladá Boleslav – 22. května 1923 Praha) byl český levicový novinář, spisovatel, překladatel, dramatik a básník.

## Život
Narodil se v Mladé Boleslavi, v rodině krejčovského mistra Josefa Macka a jeho ženy Anny, rozené Dlaskové. Jeho život, včetně smrti, ovlivnilo to, že po prodělané spále téměř ohluchl. Ze zdravotních důvodů nedokončil studia na gymnáziu a vyučil se řezbářem. I přes nedokončené vzdělání se věnoval soukromému studiu dějin umění, literatury a filozofie. Studoval též jazyky.
Prošel různými zaměstnáními, především v Mladé Boleslavi a později v Českých Budějovicích. Zde musel opustit místo v okresní nemocenské pokladně pro svoje členství v sociálně demokratické straně. V roce 1907 odešel do Prahy a od roku 1898 byl zaměstnán v pražské redakci Práva lidu.
Roku 1895 se stal členem Českoslovanské sociálně demokratické strany a od roku 1897 přispíval do jejího tisku. V roce 1921 spoluzakládal Komunistickou stranu Československa.
V roce 1900 se oženil – manželka Milada, rozená Selichová (* 1876). V policejních přihláškách z roku 1900 a 1903 uvedl jako bydliště Nusle, povolání "účetní Rudého práva", resp. "účetní a redaktor". Příčinou smrti byly komplikace po zastaralém zánětu středního ucha. Byl pohřben na Olšanských hřbitovech v Praze.

## Dílo

### Novinář
Od roku 1895 až do své smrti spolupracoval s dělnickými periodiky a přispíval do nich. Některá z nich spoluzakládal a vydával (Jihočeský dělník, Stráž Pojizeří). V letech 1911–1920 byl redaktorem Práva lidu, kde také uveřejňoval své básně. Po rozdělení sociálně demokratické strany přešel do redakce Rudého práva, redigoval i další levicové časopisy (Komunista, Sršatec).

### Poezie
(Výběr knižních vydání za života A. M.)
- Mému dítěti (1909, vydal Fond J. Zeyera při České ak. císaře Františka Josefa pro vědy, slovesnost a umění, Praha)
- Kniha o ráji (1913, vydal Inž. V. Zázvorka, Praha)
- Mé Čechy a jiné básně (1918, vydal Alois Srdce, Praha)
- Velký mír (1918)
- Tři hodiny (1923, vydal Vaněk a Votava, Praha)

### Ostatní
(Příklady knižních vydání)
- Od roku 1902 vydával pod pseudonymem J. Červený agitační, především antiklerikální tisky (např. Kněžské zázraky: příspěvek k dějinám lidské pověrečnosti. Jeho převyprávěné Bezbožné povídky Andrease Riema (1910) byly zkonfiskovány.[3]
- Pod vlastním jménem zveřejňoval překlady z latiny (Lucius Apuleius), francouzštiny (Honoré de Balzac), němčiny (Egon Ervín Kisch, bratří Grimmové) a angličtiny (Upton Sinclair). Do češtiny též přeložil píseň Internacionála.
- Člověk doby poválečné (úvahy a studie, 1918, vydalo Družstvo Chelčický, Vídeň)
- Robert ďábel a jiné prózy (uspořádal a předmluva, Štěpán Vlašín, vydal Odeon, Praha, 1972)
- Dejme se na pochod (výbor z poezie dělnických básníků 1848–1948 – včetně poezie Antonína Macka, uspořádala, předmluvu napsala Jaromíra Nejedlá, vydal Odeon, Praha, 1973)

## Citát
Osobní vlastnosti a šířku sebevzdělání Antonína Macka ocenily při jeho odchodu i nelevicové listy, jako Národní listy nebo Zlatá Praha. Po roce 1948 prezentoval tisk Antonína Macka především jako revolučního dělnického básníka a jednoho ze zakladatelů Komunistické strany Československa a Rudého práva. Jeho současníci o něm soudili odlišně:
| „                               | Byl komunistou, člen redakce "Rudého práva", ale byl z těch, jimž každý odpouštěl, neboť, třebas jeho pero velmi často nespravedlivě a křivě útočilo, byl v základu svého charakteru veliké, dobrosrdečné dítě básnické. | “ |
| — Národní listy, 23.5.1923, s.2 | |   |

## Zajímavost
Šíři zájmů Antonína Macka ilustruje článek, uveřejněný ve Zlaté Praze roku 1917, nazvaný Kabelové přenášení obrazů. V něm podrobně popisuje (i s fotografiemi) vynález , kterým "lze přenášeti fotografie i jiné obrazy i vedením kabelovým i telegrafií bezdrátovou".